# Ondrašová
Ondrašová és un poble i municipi d'Eslovàquia que es troba a la regió de Žilina, al centre-nord del país. La primera menció escrita de la vila es remunta al 1252.

## Demografia
| Godina             | 1994 | 2004    | 2014    | 2024    |
| ------------------ | ---- | ------- | ------- | ------- |
| Nombre de persones | 61   | 53      | 79      | 90      |
| Diferència         |      | −13,11% | +49,05% | +13,92% |

| Godina             | 2023 | 2024   |
| ------------------ | ---- | ------ |
| Nombre de persones | 91   | 90     |
| Diferència         |      | −1,09% |